# Ane Pikaza
Ane Pikaza Ereño (Bilbao, Vizcaya, 26 de octubre de 1984) es una actriz de cine, teatro y televisión e ilustradora española.

## Biografía
En el año 2008 se licenció en Bellas Artes y Arte Dramático por la Universidad del País Vasco (UPV-EHU). Se diplomó en Arte Dramático en Ánima Eskola. Completó sus estudios cursando el posgrado en Teatro y Artes Escénicas y el máster en formación del profesorado en la Universidad del País Vasco (UPV-EHU). También cursó el máster de Gestión Cultural en la Universidad Abierta de Cataluña (UOC). Ha combinado el mundo de la ilustración y de las artes escénicas. Un perfil multidisciplinar que le ha permitido investigar diferentes formatos, aplicaciones y relaciones entre el mundo de la ilustración y sectores paralelos como el teatro o los videojuegos.
Su experiencia profesional en teatro siempre ha ido ligada al audiovisual, trabajando en distintas series como Goenkale o en películas como “Vitoria, 3 de marzo”, “Ane” o “NORA” esta última estrenada en el Zinemaldi 2020 con un papel protagonista.
En lo que a la gestión cultural se refiere, trabajó durante dos años en EAB (La Unión de Actores Vascos). Posteriormente, en el 2012 entró a trabajar en la compañía TARTEAN teatroa en producción y distribución de espectáculos teatrales.
Tras más de una década de trabajo juntas, en 2017 Maria Goiricelaya y Pikaza crearon la compañía La Dramática Errante. En el año 2021, Altsasu fue el primer proyecto que firmaron como compañía de manera oficial. A finales de 2021 fueron nombradas nuevas directoras artísticas del Festival de Teatro de Olite.

## Obras

### Teatro
- 2021 “ALTSASU” . Dir. Maria Goiricelaya Producción La Dramática Errante.[5]
- 2021 “YERMA” . Dir. Maria Goiricelaya Producción Sala BBK
- 2021 “EMDLM / El Mejor de los mundos” . Producción de Estudio Gheada
- 2020 “Madre coraje/Ama Kuraia” . Dir. Maria Goiricelaya Producción del Teatro Arriaga.
- 2019 “GHERO” Dir. Jokin Oregi. .Producción de Tartean Teatroa.
- 2019 “Que siempre estemos todos y un cocodrilo en el techo” Microteatro. Dir. Maria Goiricelaya
- 2018 “3 MUJERES / 3 EMAKUME” Sylvia Plath. Dir. Mireia Gabilondo. Producción del Teatro Arriaga.
- 2017-19 “LYCEUM CLUB” Maria Goiricelaya .Producción Fundación Bilbao 700.
- 2017 “STRIPTEASE” Jokin Oregi,.Producción del Loraldia y el Teatro Arriaga
- 2017 “DUERMEVELA” Borja Ruiz. Madrigales de Monteverdi. Producción del Teatro Arriaga
- 2016-19 “MAMI LEBRUN” Xake producciones. Dir Getari Etxegaray (Premio DONOSTI ANTZERKI SARIA)
- 2015 “AMOR EN UN ACTO VANDÁLICO /MAITAKALE BORROKA” Microteatro Dir Getari Etxegaray
- 2014-15 “LA NOCHE ÁRABE /GAU ARABIARRA” coproducción HIKA teatroa, KABIA y pabellón 6 2012-16 “HITZAK / PALABRAS” HIKA teatroa. Dir. Agurtzane Intxaurraga
- 2014 “MOLLI MALONEN ISTORIA SINESTEZINA” TXALO producciones
- 2014 “TRES TRISTES TIGRAS” Microteatro Dir Patxo Tellería
- 2013 “UNA PENÉLOPE CUALQUIERA” Microteatro Dir. Juana Lor
- 2010 “DECIR LLUVIA Y QUE LLUEVA” KABIA. Dir. Borja Ruiz.
- 2006 “LA POSADERA” Dir. Algis Arlauskas. Tierra de Sueños.

### Televisión
- Goenkale (2005-2007).[8]
- Alardea (2020).

### Libros
- Gomutan (2020, Erroa). Ilustraciones para este libro de Hektor Ortega.[9]
- Begiak zerumugan (2020, Elkar). Ilustraciones para este libro de Miren Agur Meabe.[10]

### Carteles
- Zinegoak (2018).[11]
- Ocaña (2018).[12]
- Gabonak arte (2019)
- Durangoko Azoka DA! (2020).[13]
- Zinemakumeak gara! (2021).[14]

### Cine
- Vitoria, 3 de marzo (2018).
- Jesus is B(l)ack (cortometraje, 2019).[15]
- Nora (2020).[3]
- Ane (2020).[16]

### Videojuegos
- Los ríos de Alice (2013).[17]